# Radostyán
Radostyán község Borsod-Abaúj-Zemplén vármegye Miskolci járásában.

## Fekvése
Miskolctól 21 kilométerre északnyugatra található. A környező települések Kondó, Parasznya, Sajólászlófalva (3 km), Varbó. A legközelebbi város Sajószentpéter (7 km).

### Megközelítése
Csak közúton érhető el, Miskolc-Parasznya felől vagy Sajószentpéteren át, mindkét irányból a 2517-es úton. A zsáktelepülésnek számító Kondóval a 25 133-as számú mellékút köti össze, főutcája országos közútként a 25 134-es útszámot viseli.

## Története
A kelták kora óta lakott környék. Radostyánt először a 14. században említik, a diósgyőri uradalom részeként, de elképzelhető, hogy azonos a Váradi regestrumban Zudesthan néven említett településsel.
Eger eleste (1596) után a törökök feldúlták, kihalt, csak a 17. század végén települt be újra.

## Közélete

### Polgármesterei
- 1990–1994: Gál Gyula (független)[4]
- 1994–1998: Kelemen József (független)[5]
- 1998–2002: Kelemen József (független)[6]
- 2002–2006: Kelemen József (független)[7]
- 2006–2010: Kelemen József (független)[8]
- 2010–2014: Kelemen József (független)[9]
- 2014–2019: Kelemen József (független)[10]
- 2019–2024: Rácz János (független)[11]
- 2024– : Rácz János (független)[1]

## Népesség
A település népességének változása:
| Lakosok száma | 633  | 627  | 601  | 539  | 541  | 535  | 537  |
|               | 2013 | 2014 | 2015 | 2021 | 2022 | 2023 | 2024 |

A 2001-es népszámlálás adatai szerint a településnek csak magyar lakossága volt.
A 2011-es népszámlálás során a lakosok 85,6%-a magyarnak, 1% cigánynak, 0,2% németnek mondta magát (14,4% nem nyilatkozott; a kettős identitások miatt a végösszeg nagyobb lehet 100%-nál). A vallási megoszlás a következő volt: római katolikus 10,5%, református 49,4%, görögkatolikus 1%, evangélikus 0,3%, felekezeten kívüli 14,3% (20,9% nem válaszolt).
2022-ben a lakosság 84,3%-a vallotta magát magyarnak, 1,8% cigánynak, 0,7% németnek, 0,2% szlováknak, 0,2% görögnek, 1,5% egyéb, nem hazai nemzetiségűnek (15,7% nem nyilatkozott; a kettős identitások miatt a végösszeg nagyobb lehet 100%-nál). Vallásuk szerint 8,3% volt római katolikus, 37,2% református, 0,9% görög katolikus, 1,3% egyéb keresztény, 0,2% evangélikus, 12,4% felekezeten kívüli (39,4% nem válaszolt).

## Műemlékei
- Református templom. 1784-ben késő barokk stílusban épült
- Hatszög alaprajzú fa harangtorony 1762-ből